# Carlo Marangoni
Carlo Giuseppe Matteo Marangoni (* 29. April 1840 in Pavia; † 14. April 1925 in Florenz) war ein italienischer Physiker.
Marangoni verbrachte seine Kindheit, Schulzeit und Studium in Pavia. 1865 wurde er in Physik bei Giovanni Cantoni mit dem Thema Sull' espansione delle goccie liquide („Über die Ausbreitung der Tropfen einer Flüssigkeit“) promoviert. Nach seiner Promotion zog es ihn nach Florenz, wo er erst am „Museo di Fisica“ (1866) und später am Liceo Dante (1870) bis zu seiner Pensionierung 1916 arbeitete.
Sein wissenschaftliches Interesse galt hauptsächlich der Erforschung von freien Oberflächen. Nach Marangoni ist die Marangoni-Konvektion, sowie eine Kennzahl mit der Einheit Eins, die Marangoni-Zahl, benannt.